# TORCS

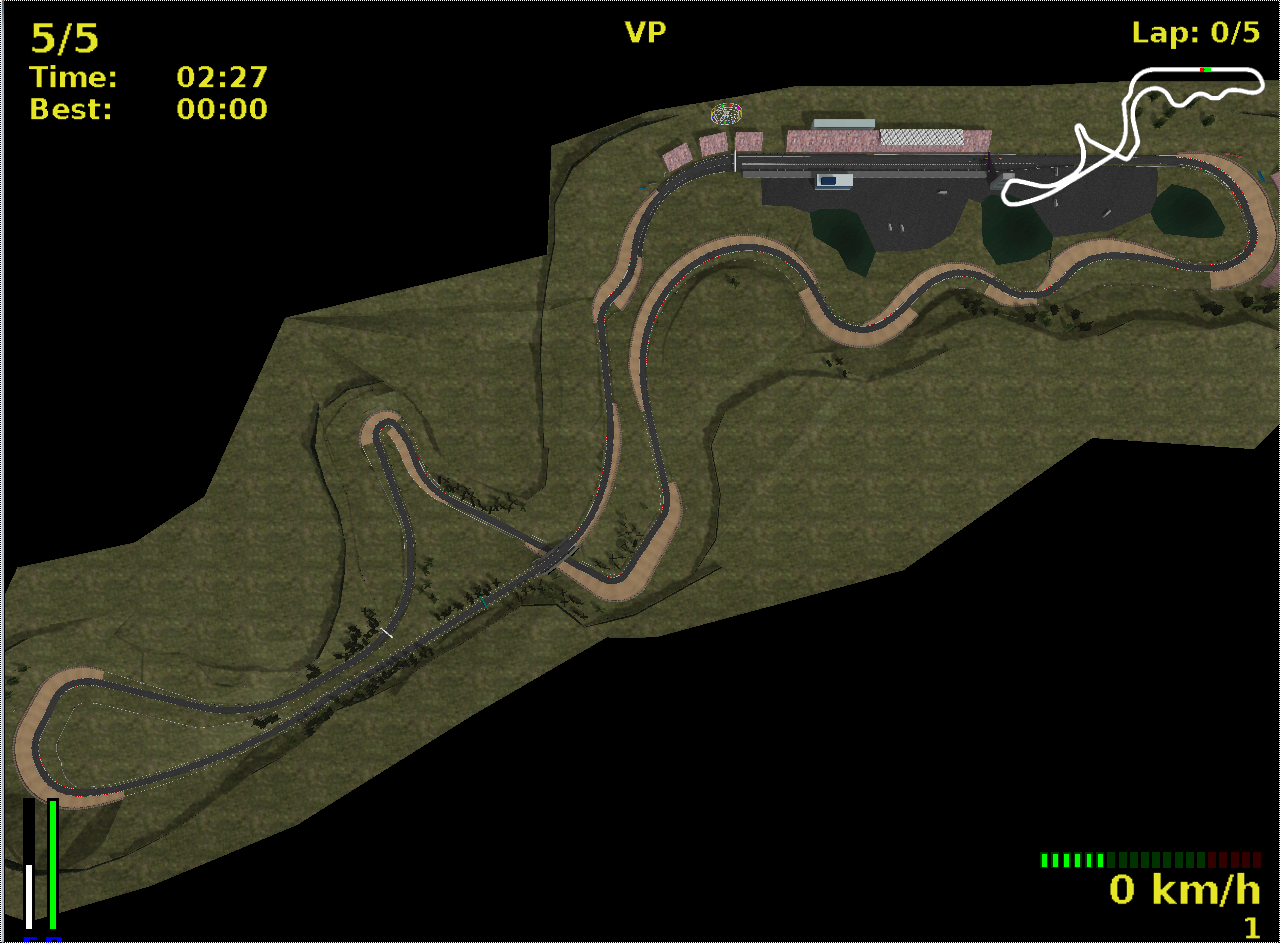
TORCS 경주 트랙의 탑다운 뷰

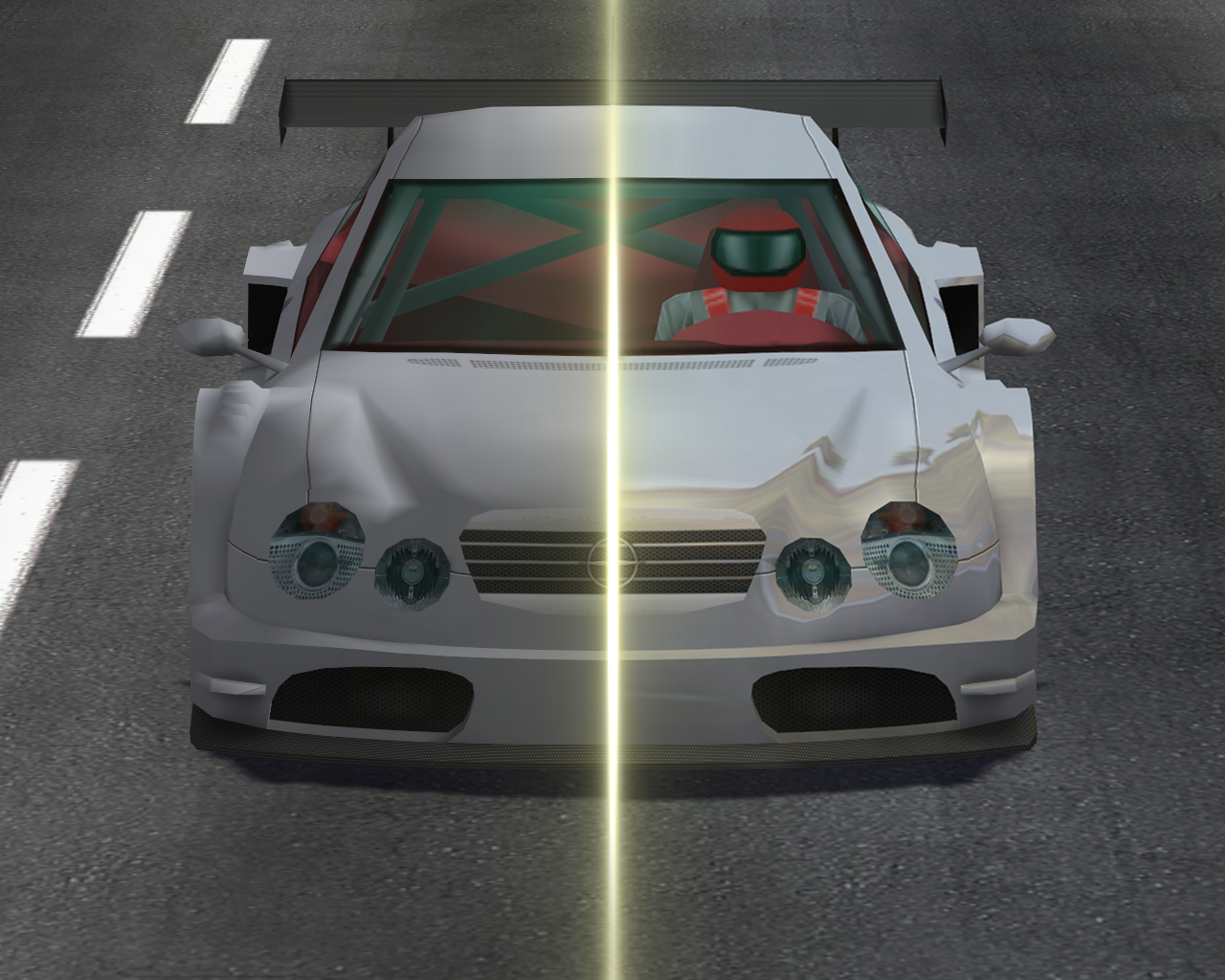
TORCS 1.3.3(왼쪽)과 스피드 드림즈 2.0(오른쪽)의 반사 시스템 비교: 밝은 선으로 분할된 경주차의 전면 모습. 오른쪽은 더 선명한 반사를 보여준다.

TORCS(The Open Racing Car Simulator)는 리눅스, FreeBSD, macOS, 아미가OS 4, AROS, 모르프OS, 마이크로소프트 윈도우에서 사용할 수 있는 오픈 소스 3D 자동차 경주 시뮬레이터이다. TORCS는 에릭 에스피에와 크리스토프 기오노가 개발했지만, 현재는 베른하르트 위만이 프로젝트 개발을 이끌고 있다. C++로 작성되었으며 라이선스는 GNU GPL이다. TORCS는 미리 프로그래밍된 AI 드라이버가 서로 경쟁할 수 있도록 설계되었으며, 사용자는 키보드, 마우스 또는 휠 입력을 사용하여 차량을 제어할 수 있다.

## 역사

### 개발
TORCS 개발은 에릭 에스피에와 크리스토프 기오노에 의해 1997년에 Racing Car Simulator (RCS)라는 2차원 게임으로 시작되었다. 이는 RARS (로봇 자동 경주 시뮬레이터)의 영향을 받았고 이를 기반으로 했다. 에스피에와 기오노가 게임 개발을 위해 3dfx 그래픽 카드를 확보했을 때, 그들은 OpenGL을 사용하여 시뮬레이터의 첫 번째 3D 버전을 만들었고 리비전 컨트롤 시스템과 혼동되지 않도록 이름을 Open Racing Car Simulator (ORCS)로 변경했다.
ORCS의 초기 버전에는 엔진이 장착된 자동차가 포함되지 않아 게임이 소프박스 더비 스타일의 내리막 경주 시뮬레이션으로 진행되었다. 엔진과 엔진 사운드가 마침내 추가되자, 시뮬레이션은 단어 돌림힘과 유사하여 자동차와 더 관련성이 있어 보이는 TORCS라는 최종 이름을 갖게 되었다.
이후 기오노는 게임 플레이 중 여러 카메라 앵글을 추가했다. 기오노는 TORCS의 초기 그래픽 코드 대부분을 개발했으며, 결국 자동차에 더 많은 세부 사항을 제공하기 위해 텍스처 매핑을 추가했다. 에스피에는 코드를 취합하고 출시를 위해 마무리하는 작업을 했다.

### 미래 목표
TORCS의 현재 주요 개발자는 베른하르트 위만(프로젝트 리더), 크리스토스 디미트라카키스(시뮬레이션, 사운드, AI), 앤드류 섬너(그래픽, 트랙)이다. 버그 수정 및 TORCS 코드 유지 보수 외에도, 다음 계획된 기능에는 네트워크 멀티플레이어 모드, 개선된 물리 엔진, 강화된 차량 내부 디테일, 그리고 리플레이가 포함된다.

## 평가 및 영향
2000년 12월 CNN은 TORCS를 "휴일용 리눅스 게임 상위 10개"에 포함시켰다. 리눅스 저널은 2007년 10월 18일 발행호에서 TORCS를 최고의 오픈 소스 운전 게임으로 평가하며, 플레이어가 자신만의 자동차를 디자인할 수 있는 능력, 사실적인 그래픽, 차량 핸들링을 강조했다. 이 게임은 상당한 인기를 얻었으며, 2000년부터 2017년까지 SourceForge.net을 통해서만 290만 번 이상 다운로드되었다.

### 대회
TORCS 레이싱 보드는 TORCS 커뮤니티 플레이어 간의 대회를 웹사이트에서 개최한다. 플레이어가 근거리 통신망 또는 인터넷 연결 클라이언트에서 실시간으로 동시에 경쟁하는 전통적인 네트워크 멀티플레이어 이벤트와 달리, TORCS 레이싱 보드는 사용자가 개발하고 업로드한 인공지능 "로봇" 간의 경쟁이다.
뷔르츠부르크 대학교와 밀라노 공과대학교의 교수진은 두 가지 AI 대회인 시뮬레이션 자동차 경주 챔피언십과 데몰리션 더비 대회를 개최하며, 후자는 패치된 TORCS 서버를 사용한다.

### TORCS 포크
TORCS는 포크되어 여러 프로젝트로 나뉘었으며, 예를 들어 원래 Torcs-NG로 알려졌던 스피드 드림즈가 있다.

### 연구 활용
TORCS는 개방성, 모듈성 및 확장성 덕분에 많은 연구 프로젝트의 기반으로 채택되었다. 예를 들어 자동차 설정의 자동 계산, 인간 지원 알고리즘 트랙 생성, 그리고 로봇 운전의 여러 측면에 다양한 컴퓨팅 기술(예: 유전 프로그래밍) 적용 등이 있다. 2008년부터 TORCS는 IEEE 컴퓨팅 인텔리전스 및 게임 컨퍼런스의 다양한 연구 분야에서 중요한 역할을 해왔으며, 매년 4~6개의 프로젝트의 기반으로 등장하고 있다.
TORCS FAQ에 따르면, TORCS의 현재 버전은 "B. Wymann, E. Espié, C. Guionneau, C. Dimitrakakis, R. Coulom, A. Sumner. TORCS: The Open Racing Car Simulator, vX.X.X, 20XX."로 인용되어야 한다.

## 같이 보기
- 오픈 소스 게임 목록
- VDrift, 또 다른 크로스 플랫폼, 오픈 소스 운전 시뮬레이션
- X Motor Racing, TORCS 호환 UDP 인터페이스
- 스피드 드림즈, 활발히 개발 중인 TORCS 포크